# Marc Reyné de Trincheria
Marc Reyné de Trincheria   (Barcelona, 18 de maig de 1999) és un jugador català d'hoquei herba que juga com a davanter al club de Divisió d'Honor del Real Club de Polo i a la selecció espanyola.

## Trajectòria esportiva
Va ser un membre important del conjunt espanyol que va competir al Campionat d'Eurohoquei Júnior masculí de 2019, on Espanya va acabar en quart lloc. Va formar part de la selecció espanyola que va competir a la FIH Pro League masculina 2021-22, on Espanya va acabar en setena posició. És membre de la selecció espanyola que va competir a la FIH Pro League masculina 2022-23. Va ser convocat a la selecció espanyola per a les eliminatòries de l'EuroHockey 2023. També va participar en la Copa del Món d'hoquei FIH masculina del 2023 i també va marcar la seva primera aparició a la Copa del Món d'hoquei FIH.
Va ser un dels esportistes catalans als Jocs Olímpics d'Estiu de 2024, on va liderar la selecció espanyola als vuitens de final davant Sud-àfrica, i en la derrota a quarts de final davant Bèlgica, en un estadi que es va jugar a porta tancada.